# Jigawa
Jigawa är en delstat i norra Nigeria, gränsande till Niger i norr. Området var fram till 1991 en del av Kano men bildade därefter en egen delstat. Jigawa hade nästan 4,4 miljoner invånare vid folkräkningen 2006, varav de flesta tillhör hausa- och fulanifolken. Jigawas residensstad är Dutse men den största staden är Hadejia.
Jigawa består huvudsakligen av savannlandskap. Floden Hadejia flyter från sydväst till Tchadsjön i nordost. I delstaten odlas jordnötter, sorghum, ärter, hirs och ris. Dessutom idkas husdjurhållning i stor skala (boskap, getter och får).

## Jigawas guvernörer sedan 1991
- Olayinka Sule, 1991-92
- Ali Sa'ad Birnin-Kudu, 1992-93
- Col. Ibrahim Aliyu, 1993-96
- Lt. Col. Rasheed Shekoni, 1996-98
- Abubakar Maimalari, 1998-99
- Alhaji Ibrahim Saminu Turaki, 1999-2007
- Sule Lamido, 2007-